# Marie Deetz
Marie Deetz, geborene Marie Brand, (11. Dezember 1835 in Damm bei Aschaffenburg – 24. Juni 1893) war eine deutsche Opernsängerin (Mezzosopran) und Theaterschauspielerin.

## Leben
Deetz, die Tochter des städtischen Musikdirektors Brand, erhielt ihre musikalische Ausbildung in Wien durch Matteo Salvi und Eckart (Karl Anton Eckert?) und betrat 1856 als „Agathe“ im Freischütz zum ersten Mal in Hannover die Bühne. Von 1856 bis 1860 wirkte sie in Mannheim, hierauf in Leipzig, Wiesbaden, Rotterdam und Amsterdam. Dann nahm sie kein weiteres fixes Engagement mehr an, sondern erschien nur zu Gast an hervorragenden Kunststätten.
Sie war die erste „Elsa“ in Mannheim (9. Januar 1859) und in Rotterdam (19. Januar 1859) sowie das erste „Gretchen“ in Amsterdam, Wiesbaden und Rotterdam, kreierte 1865 die „Elisabeth“ im Tannhäuser in Amsterdam und am 12. Februar 1866 die „Selika“ in der Afrikanerin in Leipzig.
Deetz war nicht nur musikalisch, sondern auch schauspielerisch begabt und stellte sowohl heitere als auch empfindsame Rollen überzeugend dar. Sie besaß einen umfangreichen, in allen Registern künstlerisch ausgeglichenen, kräftigen Mezzosopran.
Ganz unvergesslich ist allen ihr „Gretchen“ geblieben, in ihrer Gestaltung eine Kunstleistung seltenster Art. Ferner zählen zu ihren bedeutenden Partien „Pamina“, „Loreley“, „Despina“, „Nancy“, „Cherubin“, „Gemmy“, „Zerline“ und „Page“.
1876 beendete sie ihre Bühnenkarriere.
Verheiratet war sie ab 1858 mit dem Schauspieler und Intendanten Arthur Deetz (1826–1897).
Marie Deetz starb 1893 im Alter von 59 Jahren. Sie wurde auf dem Friedhof I der Jerusalems- und Neuen Kirche vor dem Halleschen Tor beigesetzt, wo später auch ihr Mann seine letzte Ruhestätte finden sollte. Beide Gräber sind nicht erhalten.